# NGC 988
NGC 988 је спирална галаксија у сазвежђу Кит која се налази на NGC листи објеката дубоког неба.
Деклинација објекта је - 9° 21' 18" а ректасцензија 2h 35m 27,3s. Привидна величина (магнитуда) објекта NGC 988 износи 11,0 а фотографска магнитуда 11,7. Налази се на удаљености од 17,150 милиона парсека од Сунца. NGC 988 је још познат и под ознакама MCG -2-7-37, UGCA 35, IRAS 02330-0934, near SAO 129994, PGC 9843.